# OH 5

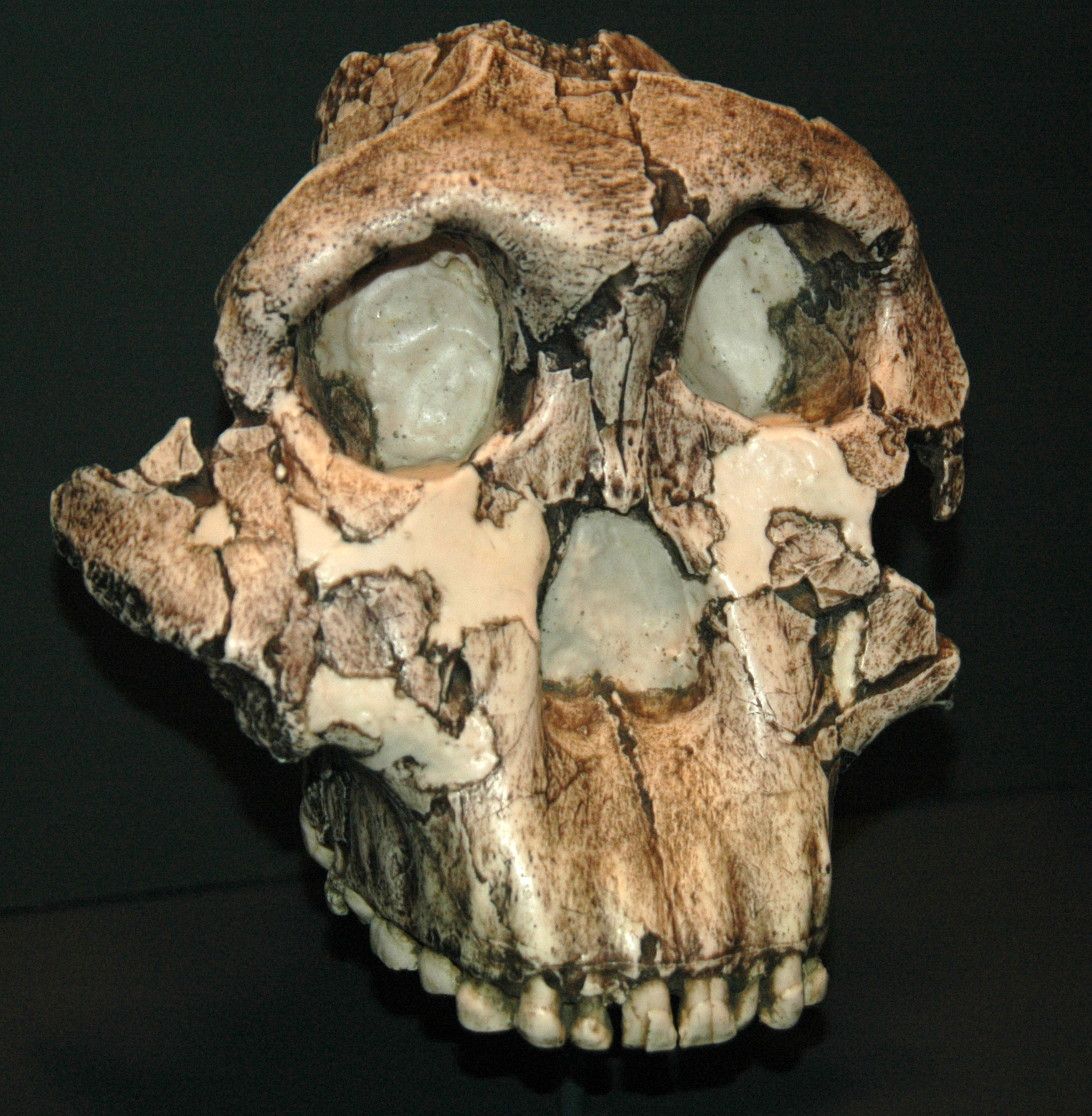
Réplica del cráneo OH 5. Este cráneo de P. boisei fue un descubrimiento clave para el yacimiento de Olduvai, dándole la publicidad que no había tenido con descubrimientos anteriores.

El fósil Zinj (de Zinjanthropus), también conocido por Nutcracker man ('Cascanueces') o Dear boy ('Querido niño') y catalogado como OH 5 (por Olduvai gorge Hominid número 5) es un cráneo de Paranthropus boisei, y su holotipo, descubierto por Mary Leakey el 17 de julio de 1959 en la garganta de Olduvai, Tanzania; datado en 1,75 millones de años.

## Descripción
OH 5 se encontró roto, por lo que debió ser reconstruido para poder observar sus principales caracterísiticas, aunque es la cara mejor conservada del registro fósil de la especie. Muestra rasgos entre los austrolopecinos y el género Homo.  Dispone de un arco supraciliar acusado, inserciones de los maseteros grandes, cresta sagital y arco cigomático de amplia curva para dejar paso a los músculos de la masticación. El prognatismo no es acusado y el paladar está retraído. Los molares son grandes, mientras que los caninos y los incisivos son pequeños. Todas estas características morfológicas le permitían una masticación de alimentos duros, como semillas y frutos secos.
La capacidad craneana ronda los 530 cm³, parecida a la de Australopithecus.

## Controversia sobre el género
Louis Leakey lo clasificó inicialmente como Zinjanthropus boisei; «boisei» por el antropólogo Charles Boise; «zinj», una antigua palabra para designar a África Oriental, y «anthropus», ‘hombre’. Posteriormente, la especie fue adscrita al género Paranthropus por Robinson en 1960, y posteriormente al género Australopithecus por Leakey et al. en 1964, sin embargo ha prevalecido la adscripción de Robinson.

## Conservación
El cráneo fue llevado a Kenia después de su descubrimiento y permaneció allí hasta enero de 1965 cuando fue trasladado al Salón del Hombre del Museo Nacional de Tanzania en Dar es Salaam.